# Franz Jakob Damian Friedrich Finger
Franz Jakob Damian Friedrich Finger (* 14. Juli 1756 in Cochem; † 14. April 1808 in Münstermaifeld) war ein katholischer Geistlicher und  Stiftsherr.

## Leben
Die Eltern von Franz Jakob Damian Friedrich Finger waren Philip Karl Finger, kurfürstlich trierischer Kammerherr, und Maria Barbara Charlotte Carove, Tochter des kurfürstlichen Kellners und Zollaufsehers Johann Gerhard Carove in Cochem. Maria Carove war auch die Nichte des Pastors Peter Carove. Bereits im Jahre 1767 wird Franz Finger als dem Klerus zugehörig eingestuft. Zufolge einer Pergamenturkunde mit Datum und Ort, 16. August 1766 Wien, machte Kaiser Joseph II von seinem Recht der ersten Bitte Primariae Preces Gebrauch und ernannte Franz Jakob Finger im Alter von nur 10 Jahren zum Stiftsherrn von Karden, wo man ihn sechs Jahre später, am 14. August 1772, schließlich als Kapitular-Kanoniker aufnahm. Am 20. Mai 1791 erlaubte ihm der Trierer Erzbischof Clemens Wenzeslaus, dass er sein Kanonikat von Karden mit dem von Münstermaifeld tauschen dürfe, wo er zu den letzten Angehörigen des Stiftsklerus gehörte. Als infolge der französischen Revolutionskriege Klöster und Stifte aufgelöst wurden, nahmen viele ehemals Geistliche nun weltliche Positionen ein, und so fand Franz Jakob Finger eine Anstellung bei der Münstermaifelder Verwaltung als Amtsrentmeister. Eine Frau namens Kern gebar ihm um das Jahr 1800 einen Sohn mit Namen Josef, der im Hunsrück bei einer Familie Gutmann aufwuchs. Der Sohn erlernte später das Maurerhandwerk, ging viele Jahre auf Wanderschaft und kam 1827 als Baumeister zurück nach Münstermaifeld. Josef Kern wurde später ein bekannter Kirchenbaumeister und baute viele Kirchen in der näheren Umgebung, so wurde er z. B. 1862 mit dem Neubau der dritten Wehlener Kirche beauftragt.